# Яновички (Малопольское воеводство)
Янови́чки (пол. Janowiczki) — село в Польше в сельской гмине Рацлавице Мехувского повета Малопольского воеводства. Административный центр сельской гмины Слабошув.
Село располагается в 2 км от административного центра сельской гмины села Рацлавице, в 16 км от административного центра повета города Мехув и в 36 км от административного центра воеводства города Краков.
В 1975—1998 годах село входило в состав Келецкого воеводства.